# 波尔辛根
波尔辛根是德国巴伐利亚州的一个市镇。总面积33.86平方公里，总人口1958人，其中男性1073人，女性885人（2011年12月31日），人口密度58人/平方公里。